# Tokyo Metropolitan Television
Tokyo Metropolitan Television Broadcasting Corporation (東京メトロポリタンテレビジョン株式会社 Tōkyō Metoroporitan Terebijon Kabushiki Kaisha, abreujat Tokyo MX i en català Corporació de televisió metropolitana de Tòquio) és una emissora de televisió amb seu a Tòquio. És l'única televisió que emet per a la ciutat i l'àrea metropolitana en exclusiva. Fou fundada el 30 d'abril de 1993 però no començà a emetre fins l'1 de novembre de 1995. Entre els co-propietaris es troben Tokyo FM i el Govern Metropolità de Tòquio entre d'altres.
Cada setmana, Tokyo MX emet les rodes de premsa i compareixences públiques del Governador de Tòquio. És un membre de l'Associació Japonesa d'Emissores Independents de Televisió.